# マスデバリア

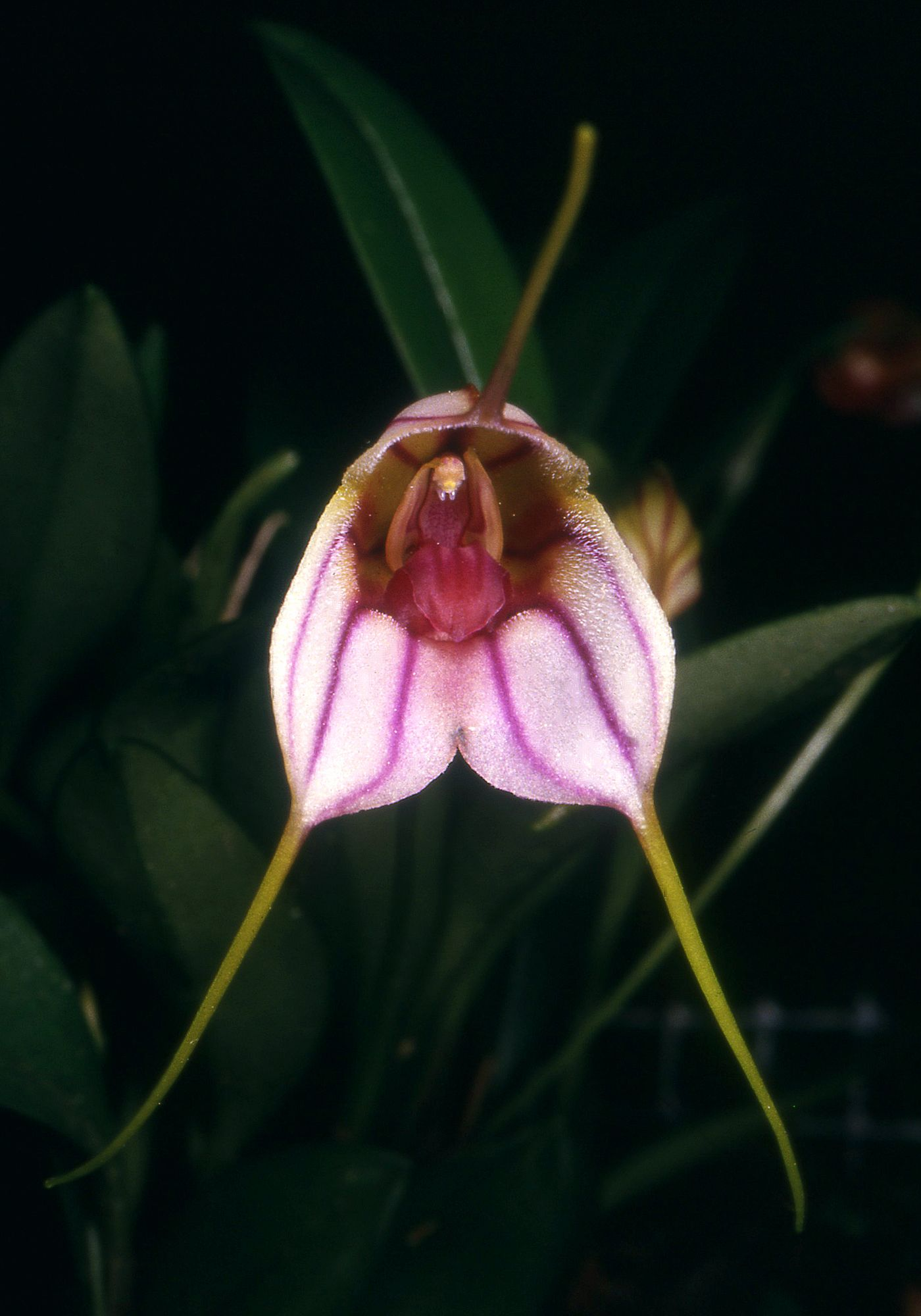
マスデバリア・ユンガセンシス
萼の内側の花弁とずい柱が見える

マスデバリア（Masdevallia）は、ラン科植物の分類群の一つ。南アメリカの山岳地帯に分布し、萼片のみが発達した特異な花を咲かせる。洋ランとして栽培されるが、日本では栽培の難しいものの一つである。

## 概説
マスデバリア属は、アンデス山系を中心として中央アメリカから南アメリカに分布するランである。多くは樹木に付着する着生植物である。
全体に小柄で、偽球茎（バルブ）が発達せず、さじ形の葉のみを束生する姿。花は花茎の上に単独で生じるか、複数花をつける。花は外三弁の萼片だけが発達して全体に三角ぽい形を取る。それぞれの萼片の先は尾状に伸びるものが多い。
花形が特異で、しかも華美なものも知られており、洋ランの一つとしてよく栽培される。ただし、元来が標高の高い山岳の、雲霧林に生育するものであるだけに、栽培にはその環境条件を整える必要がある。特に日本では夏期の高温多湿に耐えられないため、栽培は難しい。
なお、属名はスペインのカルロス三世の侍医で植物学者でもあったJ.マスデバル（Jose Masdevall）に献名されたものである。和名は特にない。園芸方面ではマスデバリアで通用するが、マスデヴァリア表記も見られる。園芸分野での略号はMsd.である。

## 特徴
茎はごく短く、包に包まれて外からは見えず、その先端から一枚の葉を出す。このような茎が匍匐茎上に密生するため、外見では葉が根出状に束生しているように見える。葉はさじ状やへら状などで、肉厚だが軟らかい。
花は茎から出て直立、または横に伸びる花茎の先端に単生、または多数がつく。花は極めて独特で、萼片だけがよく発達する。背萼片と二つの側萼片は、普通はその基部で合着して杯状や筒状になる。個々の萼片は先端に向けて広くなり、その先端は尾状の突起となって終わる。萼片は先端に行くに連れて広がって平開するものから反り返るものもあるが、逆に先端付近まで合着して筒状や袋状になるものもある。三つの萼片はほぼ同等の大きさの場合もあるが、背萼片がより小さい例が多い。
花弁は側弁、唇弁共に萼片に比べればはるかに小さく。ずい柱も小さく、花弁の間から出ない。特に萼の基部が筒状のものでは、これらはすべて筒状部の中に収まり、のぞき込まなければ見えないのが普通である。花粉塊は二個。
なお、近縁のドラクラ属も萼片がよく発達して三角状の花を着けるが、側花弁は小さいながらも先端が開いて広がり、唇弁も先端が広がって、そこにキノコのひだような形のしわが出る。

## 分布と生息環境
メキシコからブラジルまでの中央アメリカから南アメリカにかけて分布するが、中でもコロンビアからボリビアにかけてのアンデス山系がその中心となっている。種にも依るが標高1000mから3000m以上までの雲霧林に生育し、樹木に着生するか、一部のものは地生である。

## 分類
やはり中南米に分布するプレウロタリス属 Pleurothallis に近縁のものと考えられる。また、ドラクラ属 Dracula は、かつてこの属に含められていたもので、ごく近縁であると考えられる。種数は多く、500種を超えるといわれる。

## 利用
洋ランとして栽培される。『形のおもしろさや鮮やかな色彩など、優れた特性を備え』た『園芸的にもっとも魅力ある植物』との評もあるほどである。マスデバリア・コッキネア M. coccinea は大きく広がる側萼片が種小名の意味する通りの緋紅色に色づくが、この他に黄色や白などの花色のものが知られる。マスデバリア・イグネアも大輪の赤い花を着けるが背萼片が前に倒れ、側萼片に尾状突起がないなどの特徴がある。マウスデバリア・ユンガエンシス M. yungaensis は白い弁に赤いストライプが入る。これらを親に持つ交配品種も作られている。
ただし、熱帯とはいっても標高の高い地域であり、それに雲霧林に生息するものであるだけに、高温に対する耐性が弱い。栽培には保温だけでなく、高温にならないような注意が必要で、その上で湿度を保つことが求められる。日本の中南部では夏の気温が高すぎるため、特に標高の高い地域に生育するものは弱りやすく、熱帯夜が続くと急に葉が全部落ちて枯れることがままある。このような種では冷房設備をも備えた温室などを利用して、昼間でも25℃以下、夜間は22-23℃程度を維持することが求められる。

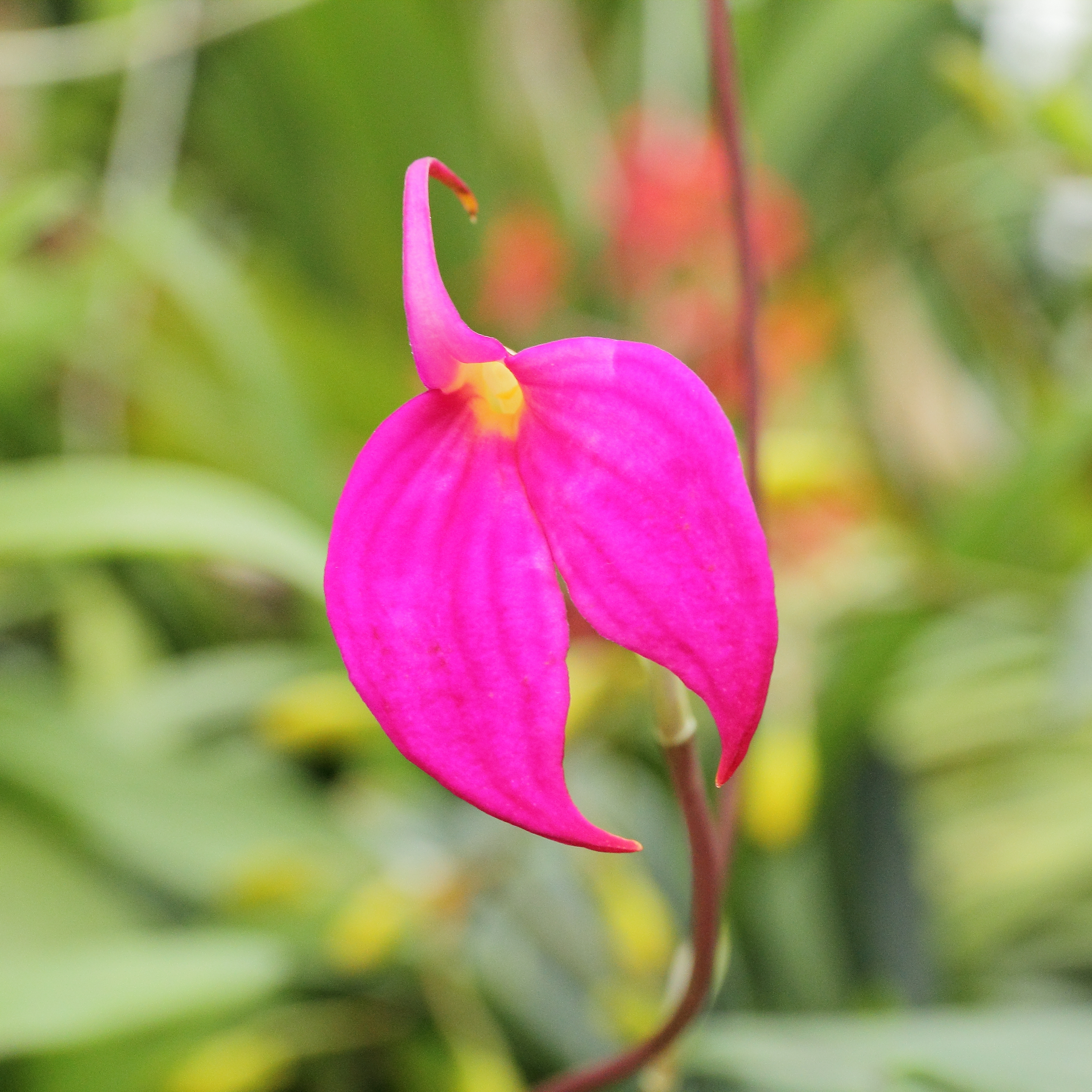
マスデバリア・コッキネアの花
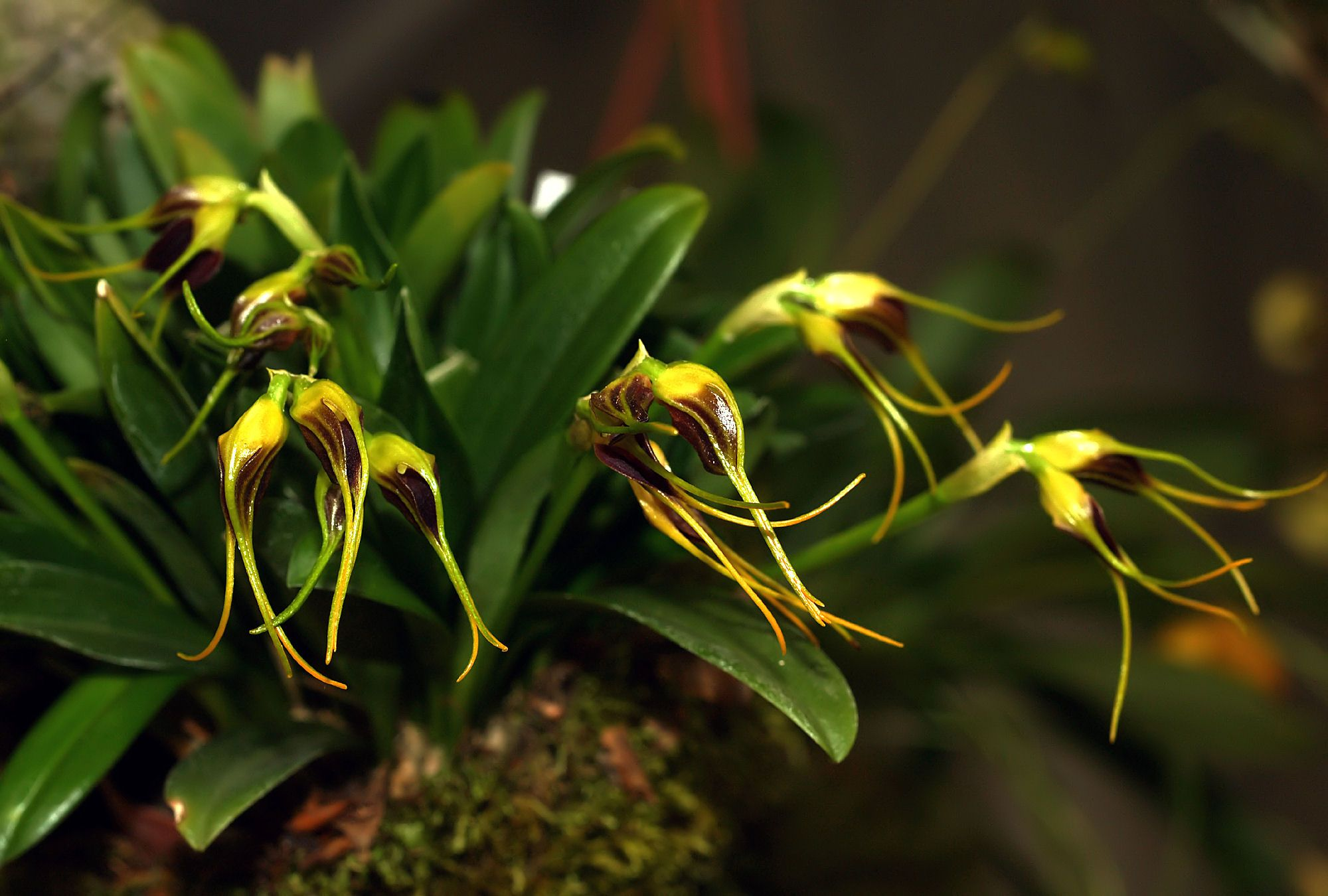
Masdevallia bicolor
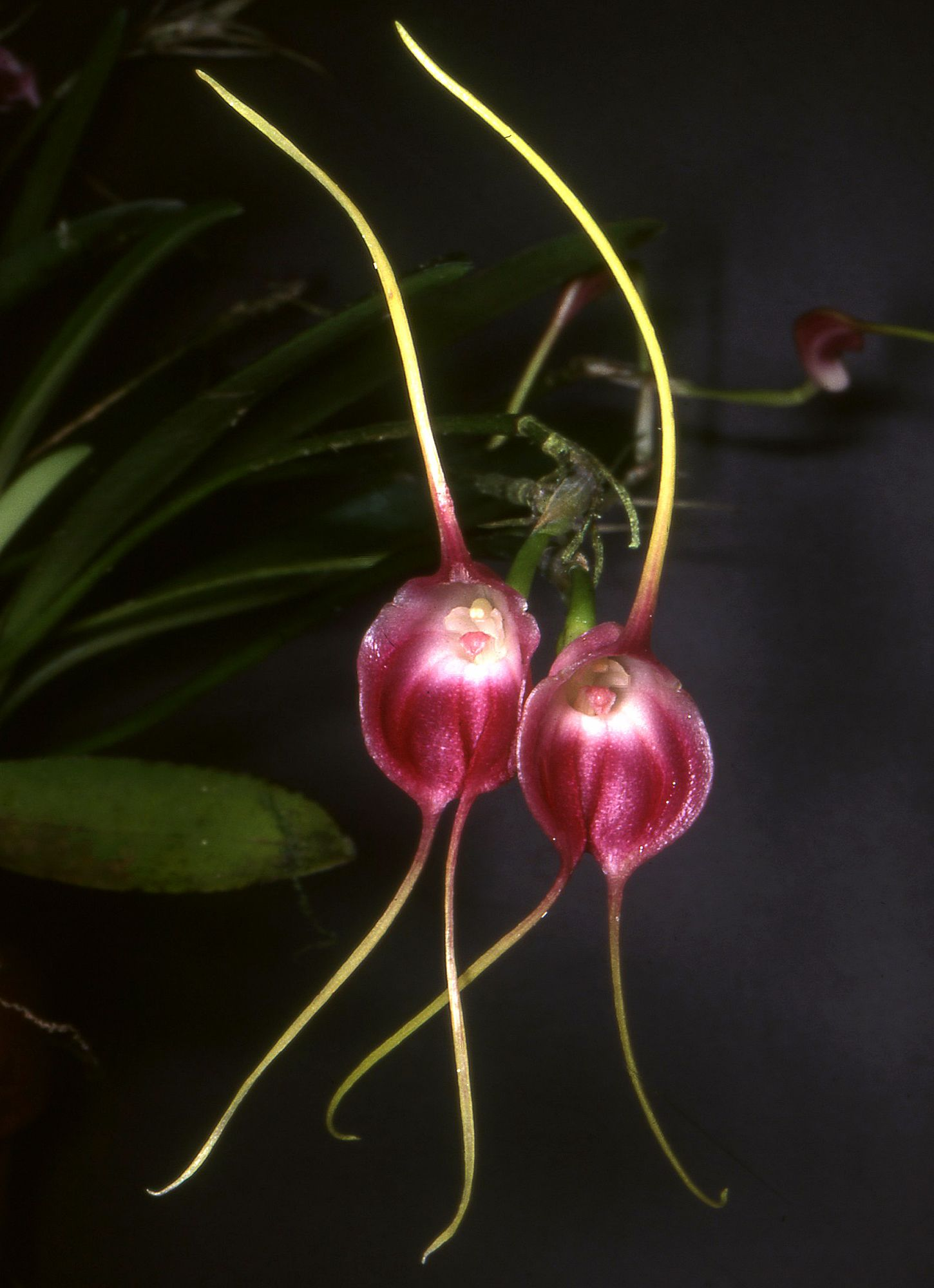
マスデバリア・インフラクタ
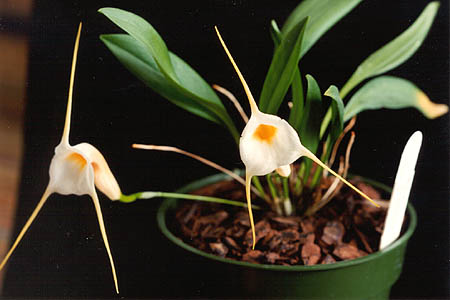
Masdevallia constricta
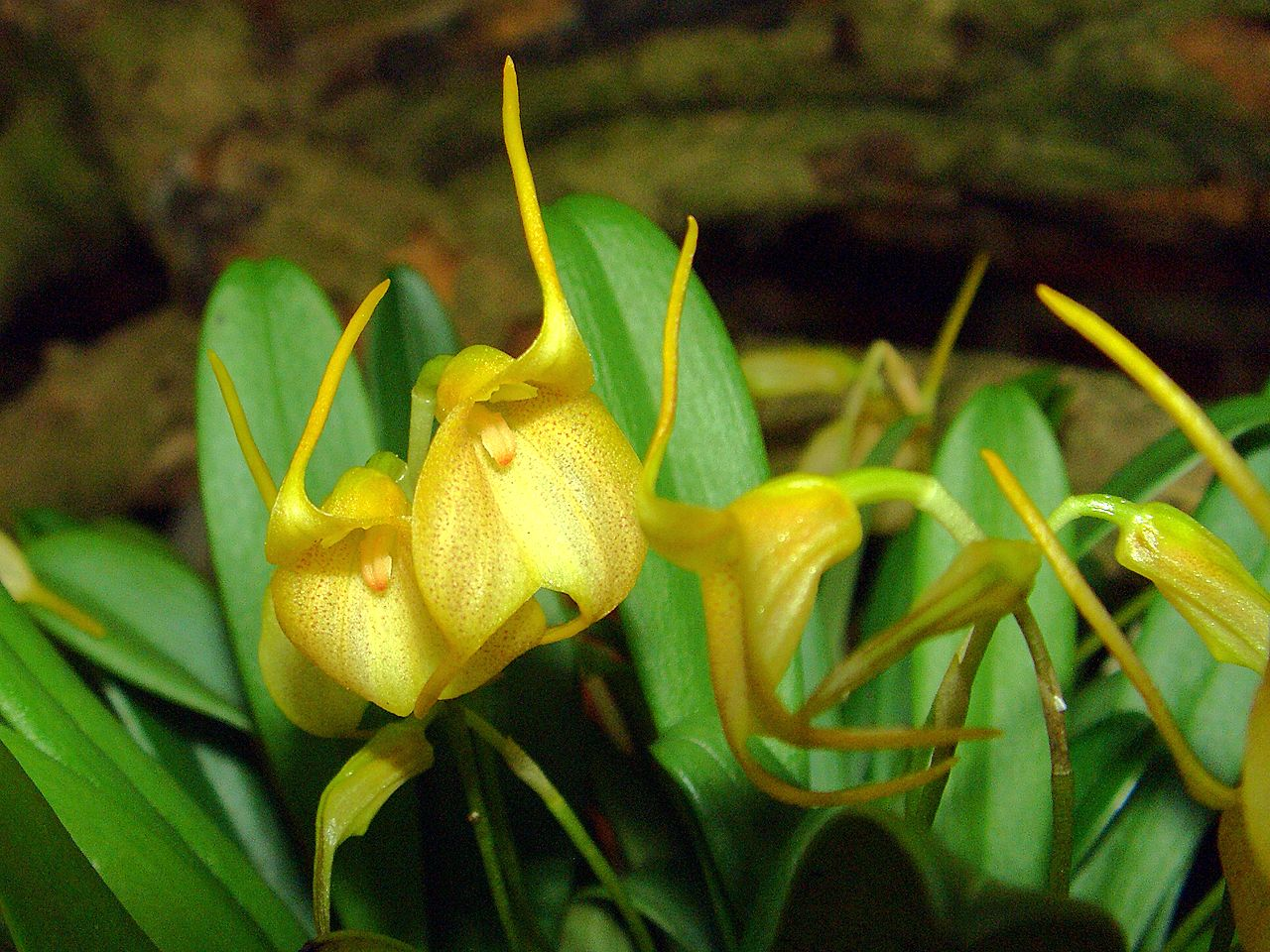
Masdevallia floribunda
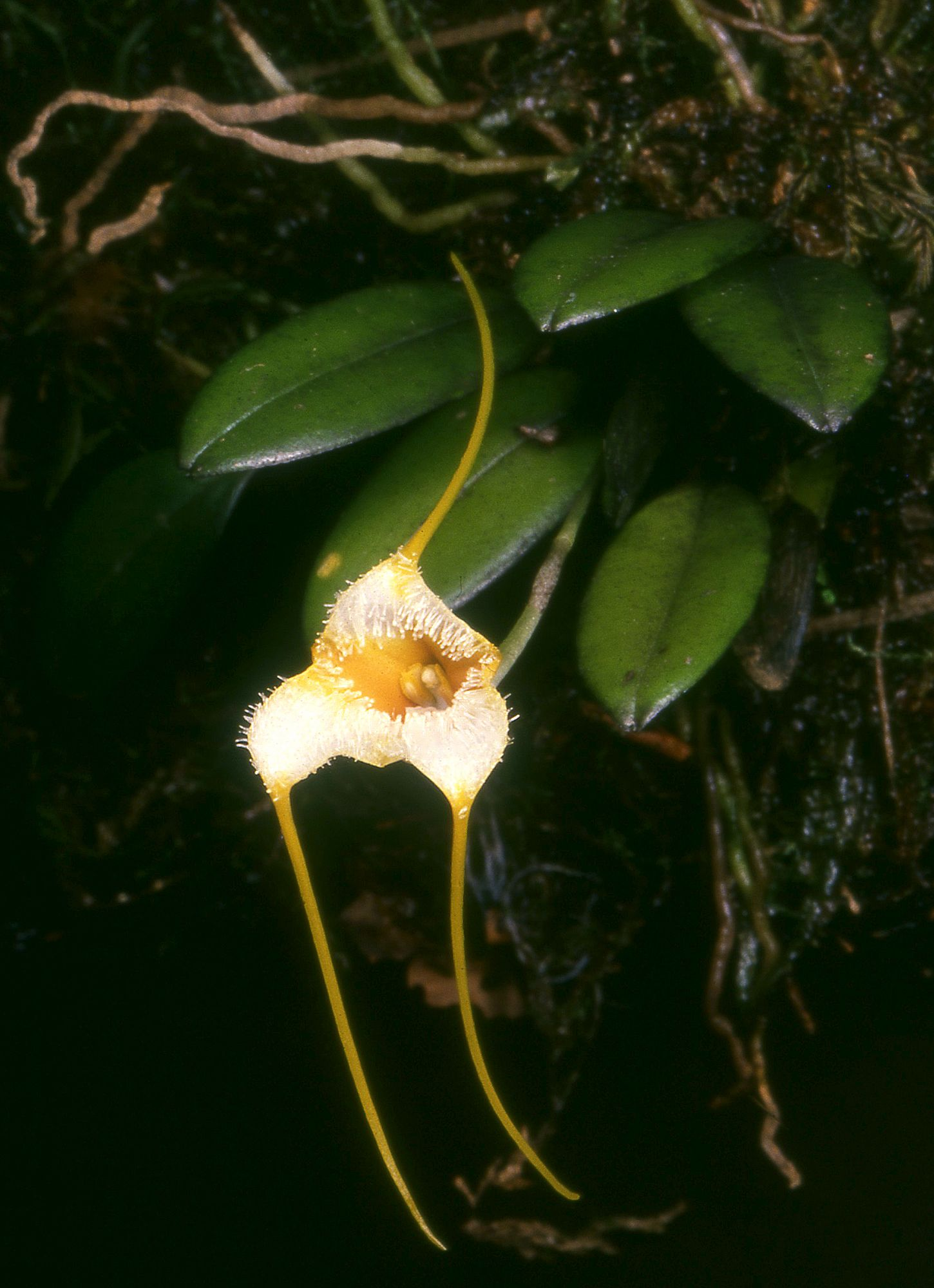
マスデバリア・ストロベリイ Masdevallia strobelii